# Agterryer

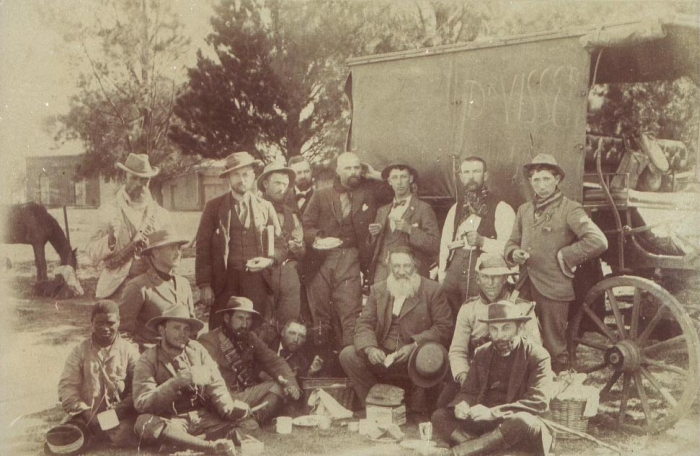
Een agterryer (linksonder) in de staf van Piet Joubert

Een agterryer was een inheemse bediende in Zuid-Afrika die Boeren vergezelde op hun veldtochten tijdens de Eerste en vooral de Tweede Boerenoorlog. Het Afrikaanse woord betekent letterlijk "achterrijder"; Boeren zetten zwarten en kleurlingen niet in voor gevechtshandelingen, maar slechts voor hulptaken als zorgen voor de paarden, de munitie en het voedsel en soms het aanleggen van gevechtsstellingen. Veelal waren deze inheemse Afrikanen al in dienst bij de Boer(en) die zij vergezelden in de oorlog. Soms werden ze ervoor opgeroepen of sloten ze zich vrijwillig aan. Hoewel de meerderheid van de inheemse bevolking in de betwiste gebieden mede door de autoritaire opstelling van de Boeren op hand was van de Engelsen, werd de belangrijke hulp van agterryers door de Boeren gewaardeerd. Gemiddeld was er één agterryer per vier of vijf kommando's (Boerenstrijders).
Een agterryer die enige bekendheid heeft verworven was de Griekwa-bediende Jan Ruiter die zijn baas Marthinus Steyn, de Vrijstaatse president hielp ontsnappen tijdens een Britse verrassingsoverval in juli 1901. Na de oorlog vestigde hij zich bij Steyn op diens boerderij Onze Rust, even ten zuiden van Bloemfontein, waar hij stierf in de jaren 1940 en een grafmonument kreeg.
In 2013 werd bij het Oorlogsmuseum in Bloemfontein een beeld van een agterryer geplaatst.